# Альбатрел овечий
Альбатрел овечий, трутови́к ове́чий (Albatrellus ovinus) — вид базидіомікотових грибів родини альбатрелові (Albatrellaceae) порядку русулальні (Russulales).

## Опис
Шапинка (5-20 см) жовтувато-білого забарвлення. Нижня сторона капелюшка гладка з дрібними і дуже частими отворами. М'якоть біла, жовтувата, при відварені зеленіє. Смак м'який.
Молодий гриб повністю жовтувато-білий, у міру зростання набуває жовтуватий або бурий відтінок. Капелюшок покривається тріщинами.
Гіменофор слабо спадний, на відміну від трубчастих грибів, важко відділяється від м'якоті. М'якоть молодого гриба біла, мигдалевого смаку, у старих грибів жовтувата, на смак гірка.

## Місця зростання
Росте групами у хвойних лісах з розвиненим моховим покривом. Молоді гриби відносяться до категорії хороших їстівних.
Трутовик овечий широко розповсюджений в південній та середній частині Фінляндії, місцями трапляється в північній і рідкісний в Лапландії. Цей дуже врожайний вид, що росте в моховому покриві хвойних лісів з серпня і до початку зими.

## Використання
Молоді трутовики овечі — хороші їстівні гриби. Вони вживаються для смажених і тушкованих страв, супів і можуть бути використані навіть у сирому вигляді. З сушених грибів можна приготувати делікатесні перші страви. Гриби завдяки своїй щільній м'якоті довго зберігаються на місцях зростання, але у міру зростання набувають гіркий смак і уражаються личинками комах. Трутовик овечий заготовляється торговою мережею.